# Улица Антона Цедика
Улица Антона Цедика — улица в Шевченковском районе города Киева, местность Шулявка. Проходит от улицы Александра Довженко до конца застройки.
Присоединяются улицы Петра Нестерова, Василия Макуха и Евгении Мирошниченко.

## История
Улица возникла в середине XX века. С 1957 года называлась в честь французского поэта, автор текста «Интернационала» Эжена Потье.
Современное название в честь Антона Цедика, погибшего участника войны в Донбассе — с 2017 года.

## Памятники и мемориальные доски
- Дом. № 11/6 — до 2018 года висела аннотационная доска в честь Эжена Потье, чьим именем в советское время была названа улица.
- Дом. № 16 — памятник В. И. Лучицкому (1877—1949), основателю геологической службы Украины.

## Учреждения и заведения
- Опытный хлебозавод ОАО «Киевхлеб» (д. № 4)
- Завод безалкогольных изделий «Росинка» (д. № 6)
- Государственный геологический фонд Украины (д. № 16)
- Стадион «Экономист» (д. № 18)